# Ignaz Schwinn
Ignaz Schwinn (* 1. April 1860 in Hardheim; † 31. August 1948 in Chicago, Vereinigte Staaten) war ein deutscher Ingenieur, Erfinder, Konstrukteur und Gründer des Fahrradherstellers Schwinn Bicycle Company.

## Leben
Ignaz Schwinn wurde als zweitältester Sohn eines Orgel- und Klavierherstellers geboren. Er hatte sechs Geschwister und wurde mit elf Jahren durch den Tod des Vaters zum Halbwaisen. Nach seiner Schulzeit absolvierte er eine Ausbildung als Maschinenbauer. Anschließend arbeitete er in Norddeutschland in einer Fahrradfabrik. Mit der Zeit fing er auch selbst an Fahrräder zu konstruieren und wollte ein paar seiner Ideen umsetzen. Jedoch wurde älteren Radtypen wie dem Hochrad der Vortritt gelassen. Später zog Schwinn nach Frankfurt und lernte dort den Fahrradkonstrukteur Heinrich Kleyer kennen. Nachdem er diesem ein paar Ideen für das Fahrrad präsentierte, wurde er in den Kleyer-Werken als Konstrukteur und Meister angestellt. 1891 zog Schwinn nach Chicago und arbeitete dort für die Firma Fill & Moffat. Ein paar Jahre später verließ er die Firma wieder und gründete 1895 zusammen mit Adolf Arnold die „Arnold, Schwinn & Company“. Ab 1908 führte er die Firma alleine und behielt sie bis zu seinem Tod. 
1999 wurde die Familie Schwinn mit der Spezial-Ehrung der United States Bicycling Hall of Fame ausgezeichnet.